# Rocchetta Belbo
Rocchetta Belbo är en ort och kommun i provinsen Cuneo i regionen Piemonte i Italien. Kommunen hade 160 invånare (2018).